# Xian de Jinyang
Pour les articles homonymes, voir Jinyang.
Le xian de Jinyang (金阳县 ; pinyin : Jīnyáng Xiàn) est un district administratif de la province du Sichuan en Chine. Il est placé sous la juridiction de la préfecture autonome yi de Liangshan.

## Démographie
La population du district était de 133 471 habitants en 1999.